# Neuvy, Marne

Neuvy este o comună în departamentul Marne, Franța. În 2009 avea o populație de 222 de locuitori.